# 2000 par pays en Amérique

## Bolivie
- entre janvier et avril : se déroule la guerre de l'eau en Bolivie, aussi appelée la guerre de l'eau de Cochabamba. Cet événement désigne des séries de mobilisations qui se déroulent à Cochabamba, la quatrième ville de Bolivie. Des associations, syndicats et paysans organisent de grandes manifestations à la suite de la privatisation du système municipal de gestion de l'eau.

## Équateur
Un coup d’État éclate le 21 janvier : l'armée renverse le président Jamil Mahuad. 

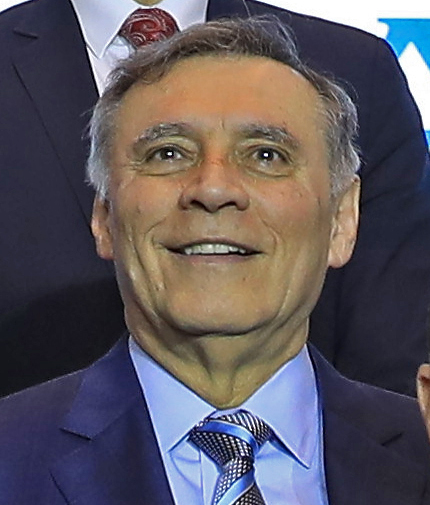
Jamil Mahuad le 20 janvier
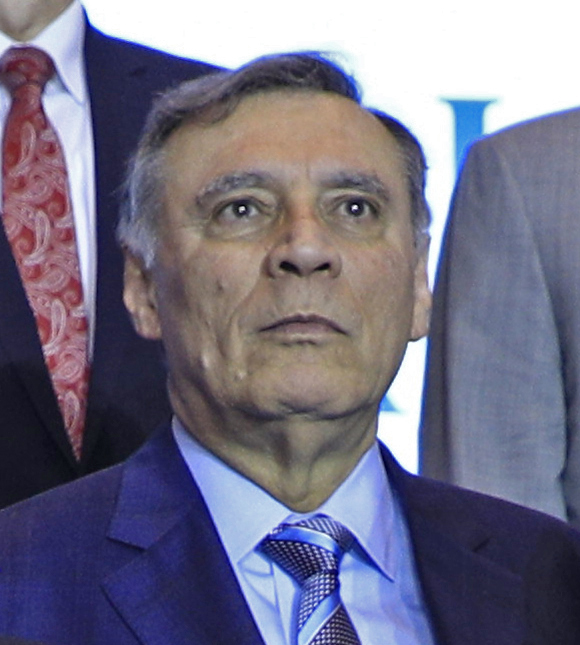
Jamil Mahuad le 21 janvier